# Physaria acutifolia
Physaria acutifolia là một loài thực vật có hoa trong họ Cải. Loài này được Rydb. miêu tả khoa học đầu tiên năm 1901.